# Angelo Minich

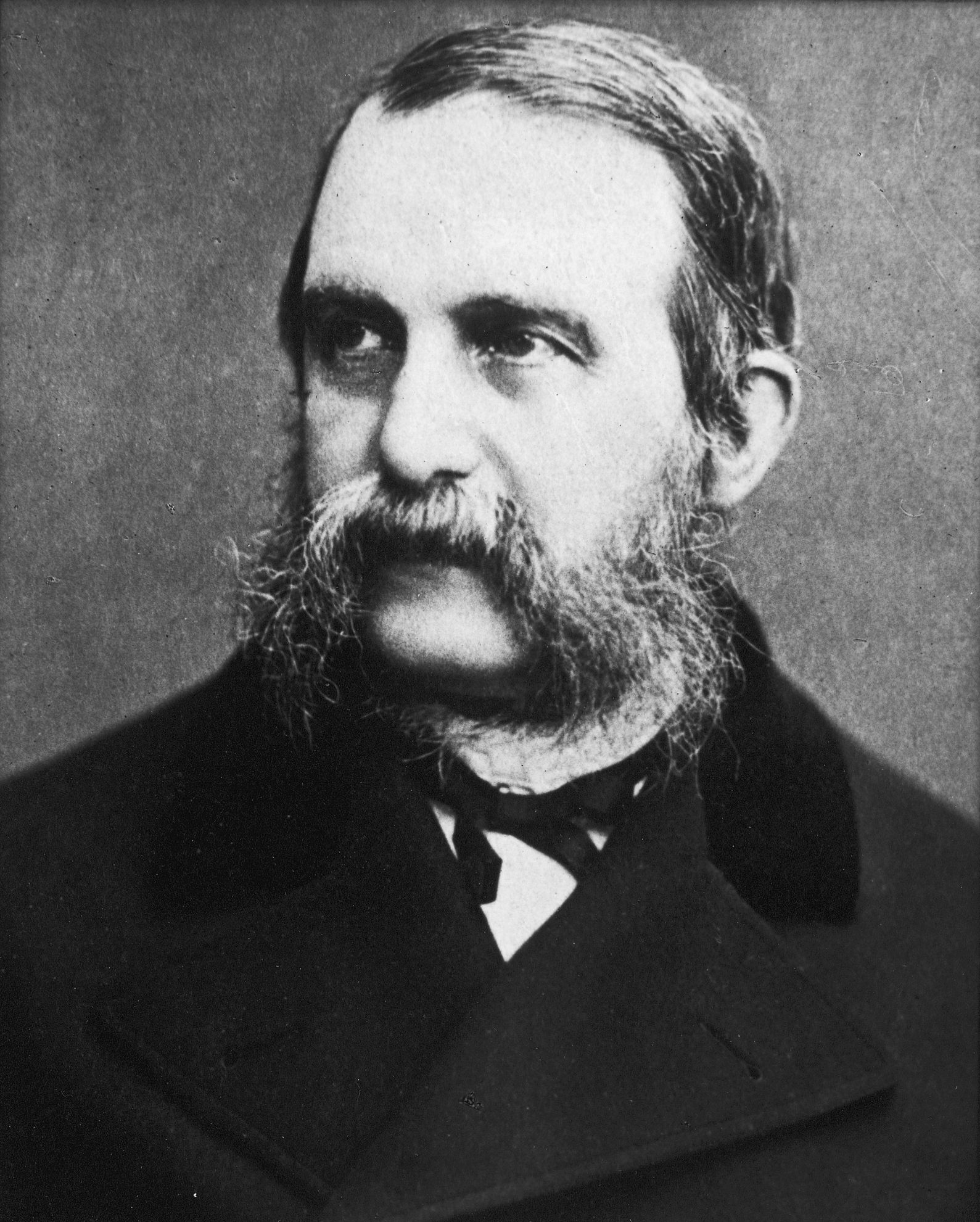
Minich um 1890

Angelo Minich (* 30. September 1817; † 1893) war ein italienischer Chirurg.
Er war Inhaber des Lehrstuhls für Chirurgie zu Padua, Primar des Ospedale dei Santi Giovanni e Paolo in Venedig, Präsident des Istituto Veneto di Scienze, Lettere ed Arti (1886–1888), dem er seine Bibliothek vererbte. Neben den bereits zu Ponte Minich beschriebenen öffentlichen Uhren, die er der venezianischen Bevölkerung vermachte, schenkte er der Gemeindeverwaltung eine mächtige Uhr, die noch heute funktioniert und in einem Raum neben dem Ratssaal steht. Sein Testament vom 25. September 1889, Notariatsakt vom Notar Giuseppe Marcocchia, enthält in Punkt 14 die Bestimmung: „lascio al Comune di Venezia trentamilalire affinchè siano istituti gli orologi elettrici nella città di Venezia per commodo ed utilità dei cittadini“ (ich vermache der Stadt Venedig dreißigtausend Lire, damit zur Bequemlichkeit und Nutzen der Stadtbewohner elektrische Uhren errichtet werden).